# Jam Kamal Khan
Jam Mir Kamal Khan Alyani ou plus simplement Jam Kamal Khan (ourdou : سردار ثناء اللہ خان زہری), né le 1er janvier 1973, est un homme politique pakistanais. Membre du Parti baloutche Awami, il devient ministre en chef du Baloutchistan le 19 août 2018 jusqu'à sa démission le 24 octobre 2021.

## Jeunesse et éducation
Jam Kamal Khan est né le 1er janvier 1973 d'une famille noble historiquement influente, à la fois héritière de la famille royale de l'ancien État princier de Lasbela et de celui de Kalat. Son grand-père Jam Ghulam Qadir Khan est le dernier prince de Lasbela et a été deux fois ministre en chef du Baloutchistan, de 1973 à 1974 puis de 1985 à 1988. Son père Jam Mohammad Yousaf occupe la même fonction entre 2002 et 2007.
Jam Kamal Khan est diplômé en marketing de l'Université Greenwich de Karachi. 

## Carrière politique
Jam Kamal Khan est élu député à l'Assemblée nationale lors des élections législatives de 2013, dans une circonscription du district de Lasbela. Se présentant sous une étiquette indépendante, il obtient près de 56,7 % des voix. Il se rapproche ensuite du Premier ministre Nawaz Sharif, et est nommé en juin 2013 ministre du Pétrole et des Ressources naturelles tout en rejoignant la Ligue musulmane du Pakistan (N).

Composition de l'Assemblée du Baloutchistan après les élections de 2018 ; les élus du Parti baloutche Awami sont à droite.

Jam Kamal Khan quitte toutefois son poste dans le gouvernement début 2018, dans un contexte de crise politique suivant la destitution de Nawaz Sharif par la Cour suprême. Alors que la Ligue est de plus en plus fragilisée, il l'a quitte avec d'autres figures de la province en avril 2018 pour rejoindre le nouveau Parti baloutche Awami, invoquant la négligence du pouvoir central envers le Baloutchistan.
Avec les élections législatives de 2018, le Parti baloutche Awami arrive en tête à l'Assemblée provinciale du Baloutchistan avec 20 sièges sur 65. Jam Kamal Khan est lui-même élu député provincial dans la deuxième circonscription de Lasbela avec 50,3 % des voix. Son parti reçoit ensuite le soutien du Mouvement du Pakistan pour la justice, du Parti national Awami, du Parti national baloutche (A) et du Jamhoori Wattan pour former une coalition à l'Assemblée,. 
Le 18 août 2018, Jam Kamal Khan est élu ministre en chef du Baloutchistan par 39 voix contre 20. Dans son discours d'investiture, il promet le développement de la province et souhaite de bonnes relations avec le gouvernement fédéral ainsi que le maintien de l'ordre. Le Baloutchistan est en effet la province la plus pauvre du Pakistan et fait l'objet d'un conflit séparatiste. Quelques jours plus tôt, il avait par ailleurs démenti des accusations récurrentes selon lesquelles lui et son parti auraient bénéficié du soutien de l'armée pakistanaise.
Le 24 octobre 2021, il est contraint à la démission après avoir été mis en minorité par l'Assemblée. Un groupe de députés de son parti lui reproche en effet une mauvaise répartition des fonds de développement entre les différentes circonscriptions. Il est remplacé par Abdul Quddus Bizenjo quelques jours plus tard. 